# Autorité de la concurrence de la Nouvelle-Calédonie
L'Autorité de la concurrence de la Nouvelle-Calédonie est une autorité administrative indépendante chargé de donner des avis aux pouvoirs publics locaux et de prendre des décisions en matière de régulation de la concurrence. 

## Histoire
Jusqu'à la création de l'Autorité de la concurrence, ses attributions en matière de régulation des pratiques anticoncurrentielles étaient assurées directement par le gouvernement. 
L'Autorité de la concurrence est créée par la loi du pays no 2014-12 du 24 avril 2014. Cependant, en 2016, la loi du pays no 2016-15 du 30 septembre « Concurrence, compétitivité et prix » doit modifier le texte pour « faciliter la création de l'autorité de la concurrence ». 
Les principales dispositions relatives à l'Autorité de la concurrence figurent au titre VI du livre IV du code de commerce tel qu'applicable en Nouvelle-Calédonie. 
L'Autorité de la concurrence est constituée début 2018. Aurélie Zoude-Le Berre en devient la première présidente. 
La loi du pays no 2020-2 du 20 janvier 2020 de soutien à la croissance de l'économie calédonienne porte de quatre à cinq le nombre de membres du collège. 

## Statut et organisation
L'Autorité de la concurrence est définie par la loi comme une autorité administrative indépendante. Un collège de cinq personnes, dont un président, prend les décisions, et notamment les sanctions, au nom de l'Autorité de la concurrence. Les membres du collège sont choisis parmi des personnalités ayant une expérience en matière juridique et économique. Ils sont désignés pour cinq ans par le Gouvernement avec l'avis favorable des trois cinquièmes du Congrès. 
Seul le président, dont le mandat ne peut être renouvelé qu'une fois, exerce ses fonctions à plein temps. Les quatre autres membres du collège, y compris son vice-président, sont des membres non permanents, mais peuvent être désignés sans limite de temps.
Ce collège est assisté d'un service d'instruction et des services administratifs. Le service d'instruction est dirigé par un rapporteur général. Le rapporteur général est nommé pour un mandat de cinq ans, renouvelable une seule fois. Il est également désigné par le Gouvernement, avec l'avis favorable des trois cinquièmes du Congrès. 
Le règlement intérieur est élaboré par le collège. Le règlement en vigueur a été adopté le 2 mars 2018 et publié au Journal officiel de la Nouvelle-Calédonie. 

## Attributions
L'Autorité de la concurrence a un rôle général de conseil, en matière de concurrence et de régulation économique, des pouvoirs publics et d'autres organismes locaux. Elle est ainsi le conseiller du Congrès, du Gouvernement, du conseil économique, social et environnemental, des collectivités territoriales, des chambres consulaires et des partenaires sociaux. 
Sa consultation est obligatoire pour les projets ou propositions de lois du pays et les projets d'actes réglementaires dans ces matières. L'Autorité de la concurrence peut aussi émettre des recommandations de sa propre initiative. 
Elle peut, compte tenu des informations qu'elle détient, informer les juridictions compétentes et leur donner son avis.
Elle peut être saisie et également se saisir de toute pratique anticoncurrentielle, de toute pratique restrictive de concurrence et de toute entrave à la liberté des marchés, telles que visées aux titres II et III du livre IV du code de commerce. 
Dans ce cadre, à l'issue d'une procédure contradictoire, elle peut prononcer des injonctions ou des sanctions voire, dans les cas les plus graves, saisir le ministère public en vue de l'ouverture d'une procédure pénale. 

## Liste des dirigeants
| Identité                   | Période | Période | Durée |
| Identité                   | Début   | Fin     | Durée |
| -------------------------- | ------- | ------- | ----- |
| Aurélie Zoude-Le Berre (d) | 2018    | 2022    | 4 ans |
| Stéphane Retterer (d)      | 2023    | 2028    | 5 ans |